# خانه خدیوی (کرمانشاه)
خانۀ خدیوی با ساختمان رادیو کردی کرمانشاه، ساختمانی مربوط به اوایل دوره پهلوی است و در کرمانشاه، ضلع جنوبی خیابان معلم واقع شده و این اثر در تاریخ ۹ آبان ۱۳۷۷ با شمارهٔ ثبت ۲۱۴۷ به‌عنوان یکی از آثار ملی ایران به ثبت رسیده است.
این خانه در سال ۱۳۱۶ توسط برای زندگی شخصی به نام امامعلی خدیوی بنا شده‌است.

## رادیو کردی کرمانشاه
از سال ۱۳۳۹ که رادیو کردی کرمانشاه تأسیس شد، تا سال ۱۳۵۳ که ساختمان جدید رادیو و تلویزیون کرمانشاه در میدان نفت کرمانشاه افتتاح شد، این ساختمان به عنوان ساختمان اصلی این رادیو مورد استفاده قرار گرفت.

## آسیب‌ها به بنا
در سال ۱۳۹۶ شهرداری کرمانشاه اقدام به رنگ‌آمیزی دیوارۀ‌ بیرونی خانۀ‌ خدیوی کرد که طی آن آسیب بزرگی به آجرکاری‌های تاریخی این بنا وارد شد. این اقدام با اعتراض اداره کل میراث فرهنگی، صنایع دستی و گردشگری استان کرمانشاه و واکنش دوستداران فرهنگ و میراث فرهنگی کرمانشاه همراه بود.